# Erioptera (Mesocyphona) pachyrhampha
Erioptera (Mesocyphona) pachyrhampha is een tweevleugelige uit de familie steltmuggen (Limoniidae). De soort komt voor in het Neotropisch gebied.